# Itonia xylina
Itonia xylina är en fjärilsart som beskrevs av Herrich-Schäffer 1869. Itonia xylina ingår i släktet Itonia och familjen nattflyn. Inga underarter finns listade i Catalogue of Life.